# Tessarithys neoecobius
Tessarithys neoecobius är en mångfotingart som beskrevs av Hoffman 1990. Tessarithys neoecobius ingår i släktet Tessarithys och familjen Chelodesmidae. Inga underarter finns listade i Catalogue of Life.